# マルコ・ファン・ヒンケル
マルコ・ファン・ヒンケル（Marco van Ginkel, 1992年12月1日 - ）は、オランダ・アメルスフォールト出身のサッカー選手。ボアヴィスタ所属。ポジションはミッドフィールダー。

## 経歴
1999年からフィテッセのユースチームでプレーし、2010年にトップチームに昇格した。4月9日、RKCヴァールヴァイク戦でプロデビューを果たした。
2013年7月4日、チェルシーFCへの移籍が発表された。
2014年9月1日、ACミランへのレンタル移籍が発表された。
2015年7月10日、ストーク・シティFCにレンタル移籍した。
2016年、PSVアイントホーフェンにレンタル移籍した。
2016年12月31日、チェルシーFCとの契約を2019年まで延長した上で、PSVアイントホーフェンにレンタル移籍することが発表された。
2018-19シーズンにチェルシーに復帰するが、怪我の影響もありトップチーム登録はなされず、セカンドチームでの出場もなかった。
2019-20シーズンもトップチームで背番号は与えられなかった。
2021年6月18日、同月付でチェルシーとの契約が満了するのに伴い、PSVへの完全移籍が決定し、2023年までの契約を結んだ。

## 代表歴
オランダ代表として各年代でプレーしている。2012年11月15日のドイツとの親善試合でオランダ代表デビューを飾った。しかし、2017年11月以降は未招集となっている、

## タイトル

### クラブ
PSVアイントホーフェン
- エールディヴィジ : 2015-16, 2017-18
- KNVBカップ : 2021-22
- ヨハン・クライフ・スハール : 2021